# 松山赤十字看護専門学校

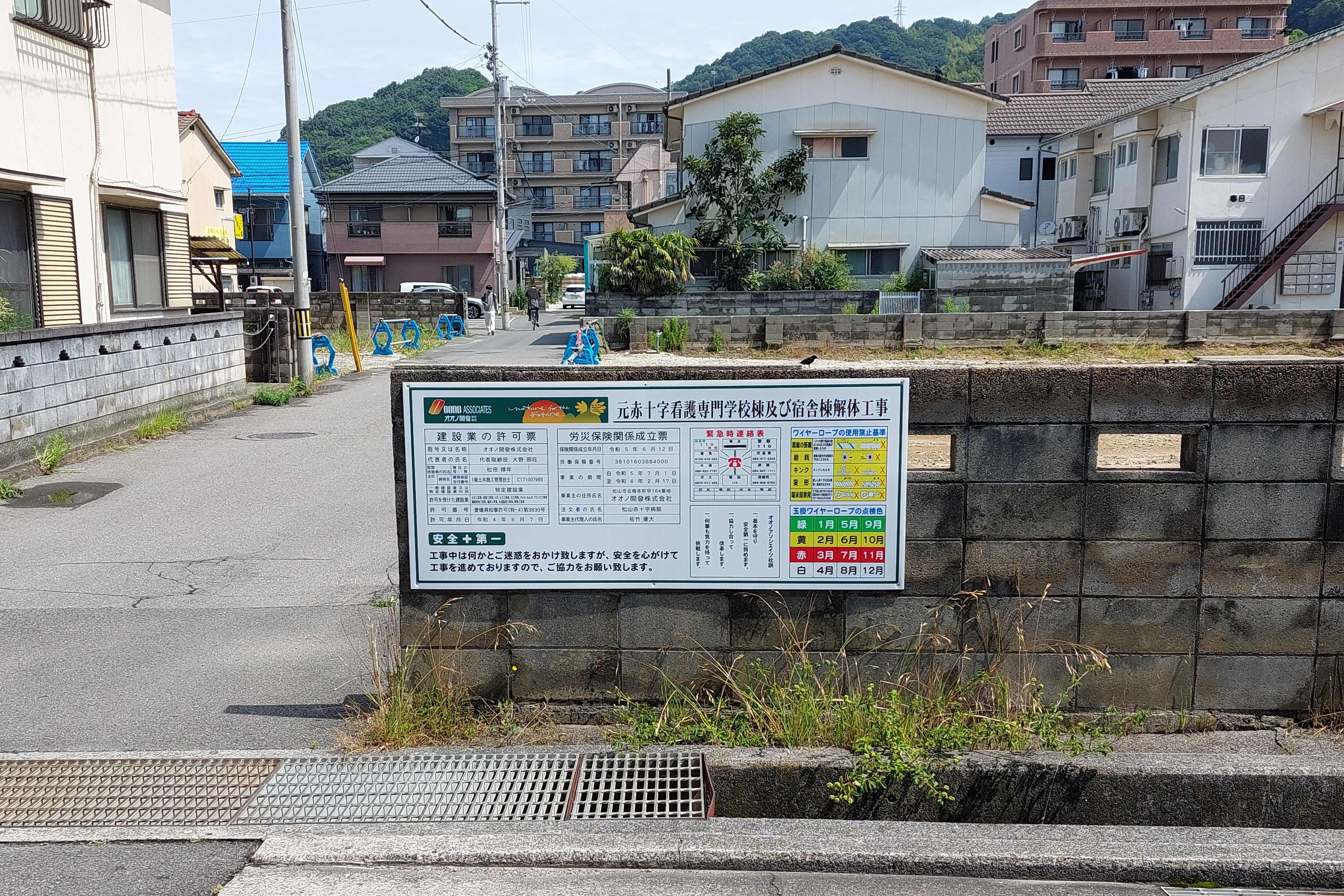
松山市清水町3丁目の松山赤十字看護専門学校棟および寄宿舎棟跡地

松山赤十字看護専門学校 （まつやませきじゅうじかんごせんもんがっこう）は、愛媛県松山市にかつて存在した私立の専修学校である。運営母体は、日本赤十字社であった。2019年3月に閉校。

## 沿革
- 1913年（大正2年） 4月 - 日本赤十字社 愛媛支部病院救護員養成所として開校。
- 1950年（昭和25年） 3月 - 松山赤十字看護学院と改称。
- 1950年（昭和25年）12月 - 松山赤十字高等看護学院と改称。
- 1976年（昭和51年） 4月 - 松山赤十字看護専門学校と改称。
- 2019年（平成31年）3月 - 閉校。

## 学科
- 専門課程 看護学科 3年課程

赤十字社奨学金
- 松山赤十字病院奨学金
- 日本赤十字社看護師同方会奨学資金

## 取得できる資格・免許状

### 看護学科
- 看護師国家試験受験資格
- 保健師・助産師学校受験資格
- 専門士（医療専門課程）の称号[1]
- 四年制大学編入学受験資格

## 交通アクセス
- JR予讃線 松山駅、
- 伊予鉄道・郊外電車「松山市駅」から
  - 伊予鉄道・市内電車 環状線（古町方面行き）『清水町』下車 、北方面へ徒歩約10分程度。

## 学校関係者
- 松木光子（出身者、日本赤十字北海道看護大学元学長）